# 1979-es Formula–1 világbajnokság
Az 1979-es Formula–1-es szezon volt a 30. FIA Formula–1 világbajnoki szezon. 1979. január 21-étől október 7-éig tartott. Elterjedt a "ground-effect" autók, a Ferrari nyerte a konstruktőri versenyt. Jody Scheckter csapattársa, Gilles Villeneuve előtt szerezte meg a világbajnoki címet. Clay Regazzoni Silverstone-ban megszerezte a Williams első futamgyőzelmét, melyhez Alan Jones még négyet tett hozzá az évben. Jean-Pierre Jabouille és a Renault megszerezte a turbófeltöltős autók első futamelsőségét. Niki Lauda időlegesen, James Hunt végleg visszavonult.

## A szezon menete
A tavalyi évben domináló Lotus 79-es után a többi csapat is elkezdte építeni a saját "ground-effect" autóját. A JPS és az Olympus támogatását elveszítő Team Lotus eközben elkezdte 80-as modell építését. A csapat új szponzora a Martini, a Tissot és az Essex Petroleum lett. A címvédő Mario Andretti mellé Carlos Reutemannt igazolták le, még Ronnie Peterson halála előtt. James Hunt a Walter Wolf Racinghez szerződött, amelynek autóját (WR7) Harvey Postlethwaite tervezte. A McLaren két új versenyzője Patrick Tambay és John Watson lett. A Ferrarinál Jody Scheckter lett Gilles Villeneuve csapattársa. A Ligier Jacques Laffite mellé Patrick Depaillert is leszerződtette az évadra. A csapat a régi Matra motorokról a Cosworth-re váltott. Az új JS11-est Gérard Ducarouge tervezte meg. A Williamsnél is szerződtettek egy másik versenyzőt Clay Regazzoni személyében, Alan Jones mellé. A Renault Jean-Pierre Jabouille mellé René Arnoux-t igazolta le. A Brabhamnél Niki Lauda csapattársa Nelson Piquet lett. 

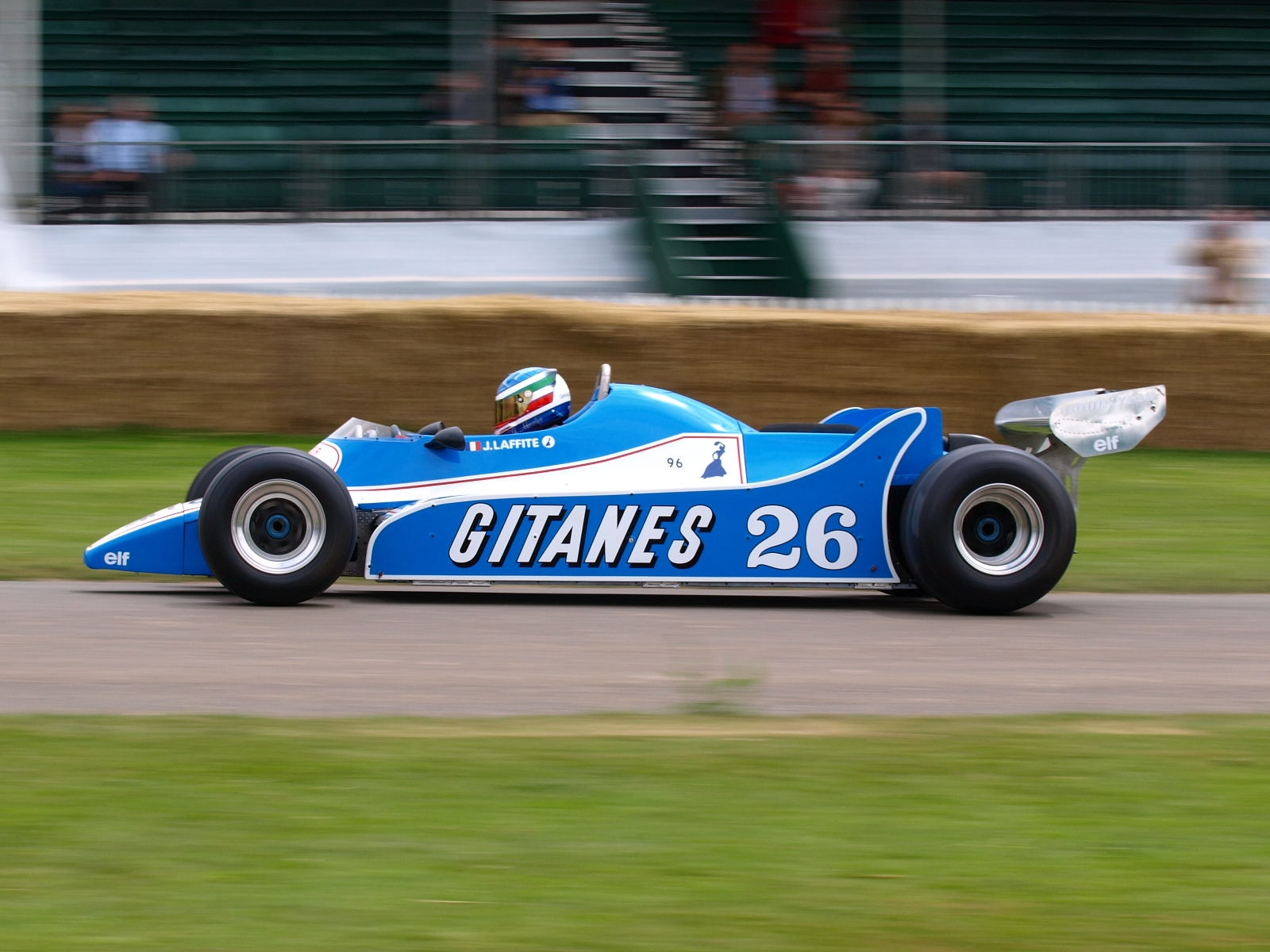
Ligier JS11

Az előzetes várakozások ellenére nem a Lotus, hanem a Ligier autói domináltak az év első időmérő edzésén, Argentínában: Laffite szerezte meg a pole-pozíciót a csapattárs Depailler előtt. Reutemann a harmadik, Jarier a negyedik helyről indult. A rajtnál mindkét Ligier az élen maradt, mögöttük azonban Watson és Scheckter összeütközött, a balesetbe pedig Pironi, Tambay és Piquet is belebonyolódott. A versenyt megszakították, majd az új rajtnál Depailler vette át a vezetést Jarier, a tartalékautóval versenyző Watson és Laffite előtt. A francia ezután a 11. körre visszaküzdötte magát az élre. Reutemann Jarier visszaesése után megelőzte Watsont, majd a motorhibával küzdő Depaillert, így másodikként végzett a győzte Laffite mögött. Watson harmadik, Depailler negyedik lett.
1977 után a brazil nagydíj visszatért az újraaszfaltozott Interlagosba, de a pálya továbbra is egyenetlen felületű maradt. Az előző nagydíjhoz hasonlóan ismét Ligier-k domináltak: Laffite és Depailler indult az első sorból Reutemann és Andretti előtt. Laffite a rajt után megtartotta a vezetést, míg Reutemann feljött a második helyre, azonban Depailler hamar visszavette pozícióját. Reutemann a harmadik helyet is elveszítette, mivel Andretti megelőzte. Miután Andretti technikai hiba miatt kiállt, a Schecktert megelőző Emerson Fittipaldi jött fel a negyedik helyre. A 22. körben Fittipaldi hátsó kerekével probléma akadt, emiatt a brazil kiállt szerelőihez. Laffite győzött Depailler, Reutemann, valamint a Ferrarikat megelőző Didier Pironi (Tyrrell) előtt.

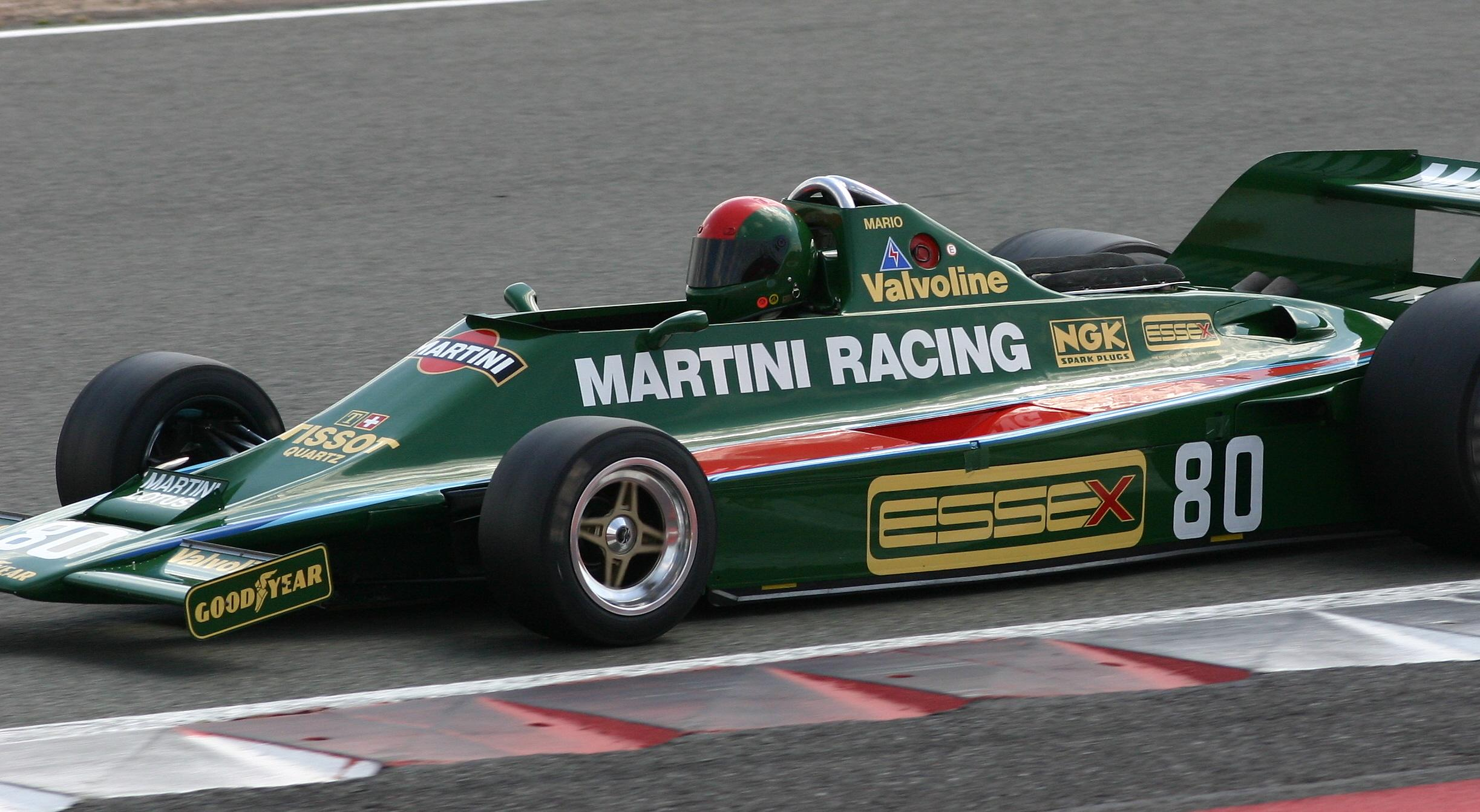
Lotus 80-as

Kyalamiban a Ferrari először indult az új 312 T4-es modellel. A magasban fekvő pálya nagyban kedvezett a Renault turbómotorjának, így Jabouille szerezte meg a pole-t Scheckter és Villeneuve Ferrarija előtt. A rajtnál Jabouille az élen maradt, de Villeneuve hamarosan az élre került. Felhőszakadás miatt félbaszakították a futamot. Scheckter, Depailler, Tambay és Piquet a slick gumik mellett döntött. Az új rajtnál Villeneuve megtartotta a vezetést, de ahogy a pálya száradni kezdett, Scheckter megelőzte a kanadait, aki a 15. körben kiállt új gumikért. Villeneuve a második helyre jött vissza, majd elkezdett felzárni Scheckterre, aki az 52. körben szintén kiállt kereket cserélni. A kanadai az élre állt, Scheckter pedig már nem tudta megelőzni a leintésig, így Villeneuve győzelmének köszönhetően a Ferrari kettős győzelmet aratott Jean-Pierre Jarier (Tyrrell), Andretti és Reutemann előtt. Jabouille motorhiba, Laffite baleset miatt esett ki.

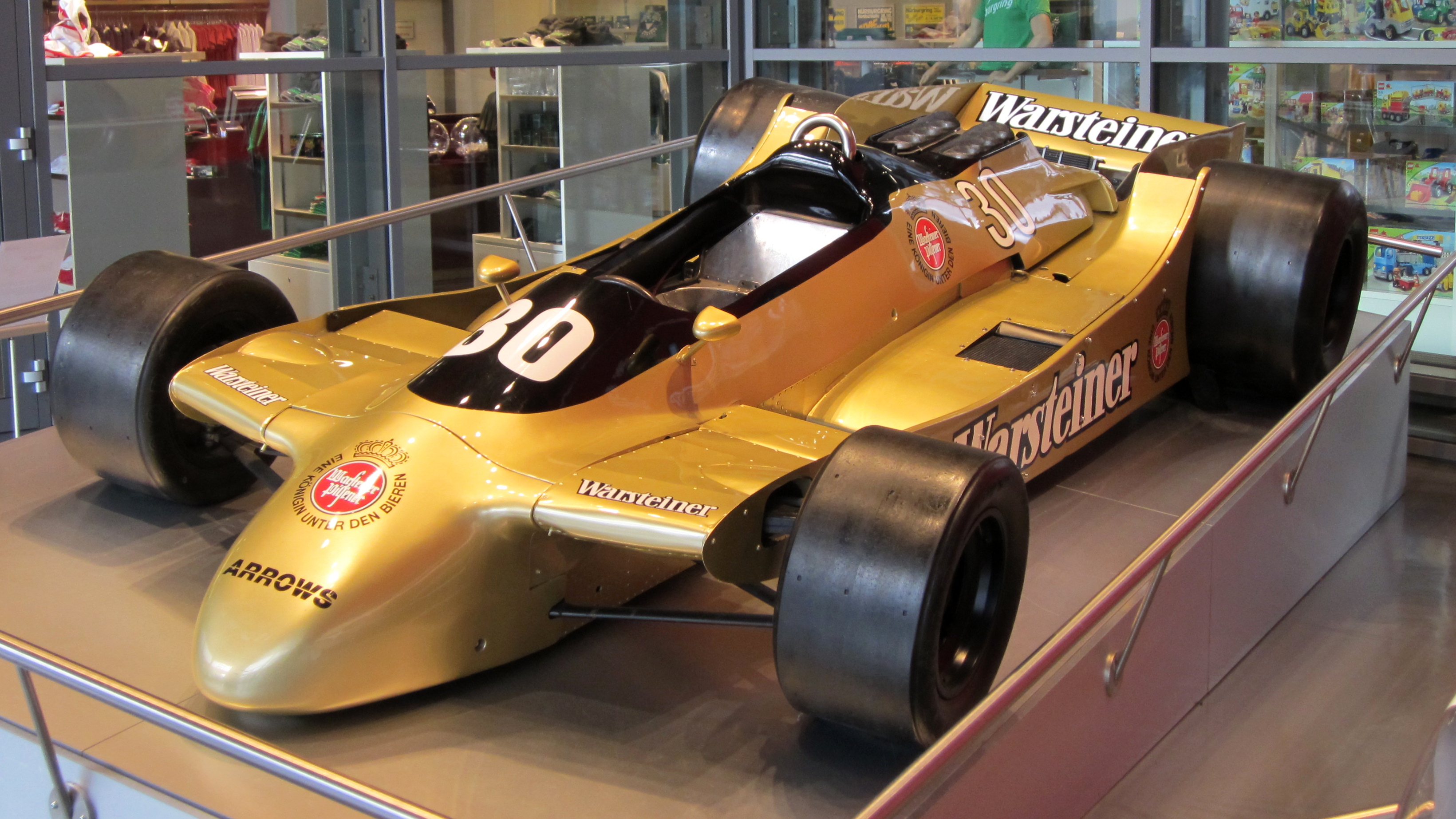
Arrows A2

Long Beachben Villeneuve-é lett a pole Reutemann, Scheckter és a két Ligier előtt. Reutemann-nak elektromos hiba miatt a boxból kellett indulnia. Amikor a mezőny másodszorra is megérkezett a ratrácsra, Laffite autója megállt, így Villeneuve vezetésével a mezőny eleje megtett egy újabb kört, míg a mezőny hátsó része megállt a rajtrácson. A rajtot követően a kanadai megtartotta vezetést, míg Depailler megelőzte Schecktert. A dél-afrikainak az előzés közben megsérült az első szárnya. Jarier Scheckter és Depailler megelőzésével a második helyre jött fel. Később Depailler visszaesett Scheckter mögé, majd a ferraris a 27. körben visszaelőzte Jarier-t. Míg a két Ferrari az élen haladt, Jarier-t Depailler, Andretti és Jones is támadta. A Williams versenyzője a 62. körre feljött a harmadik helyre. A verseny végén Depailler elveszítette a negyedik sebességi fokozatot, így visszaesett Andretti mögé. Ismét a Ferrarik győztek Villeneuve-Scheckter sorrendben.

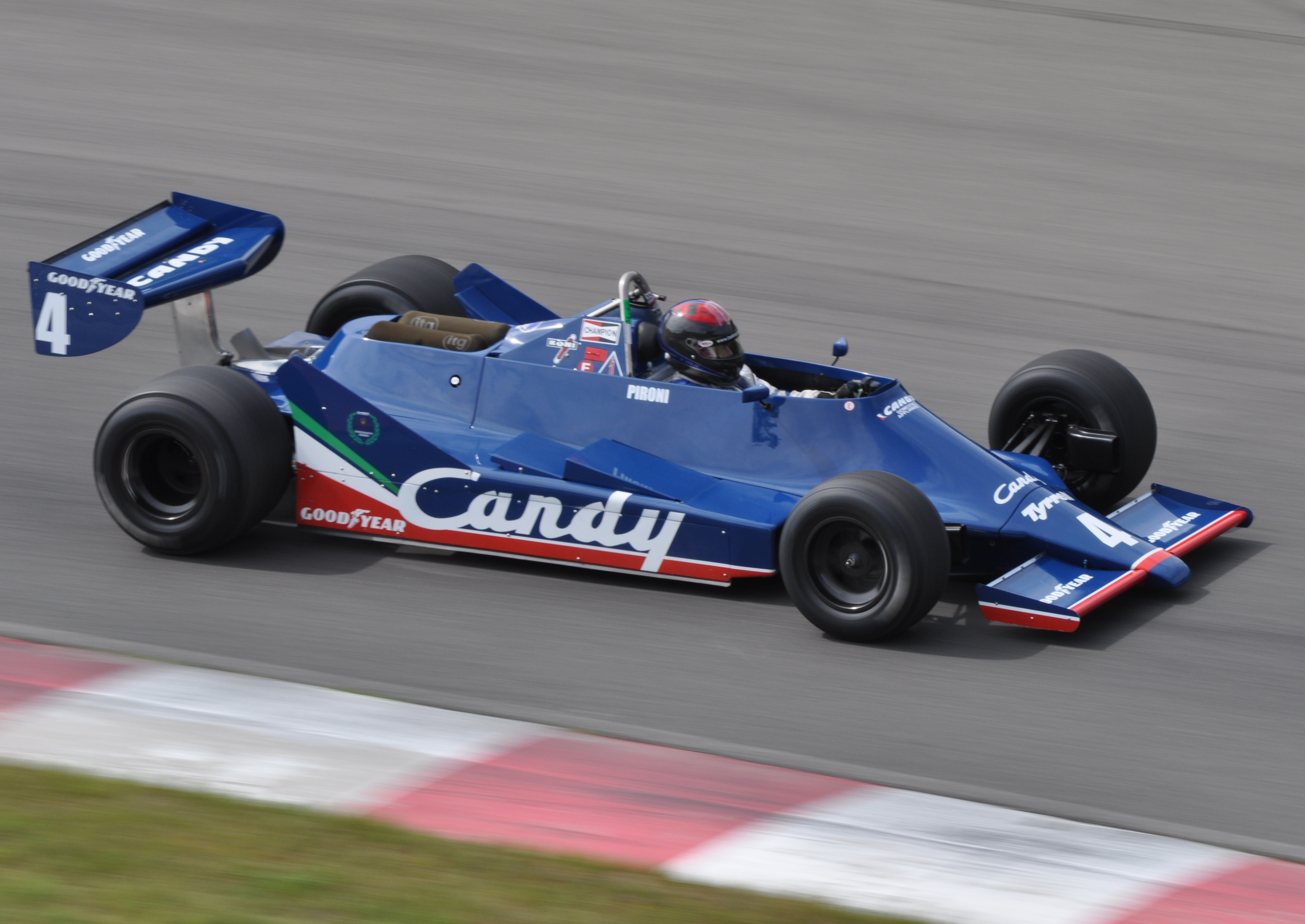
Tyrrell 009

A három hét múlva következő spanyol nagydíj előtt megrendezték a nem világbajnoki Race of Championst Brands Hatch-ben, amelyen ismét Villeneuve győzött. Jaramában debütált a Lotus 80-as (csak Andretti indult  vele), a Renault RS10-es és a Williams FW07-es. Az időmérő edzésen a Ligier-k domináltak: Laffite szerezte meg a pole-t Depailler, Villeneuve és Andretti előtt. A rajtnál Depailler szerezte meg a vezetést Laffite előtt, míg Villeneuve visszaesett a jól rajtoló Reutemann mögé. A kanadai próbálta visszaszerezni a helyezését, de megcsúszott és hátraesett a mezőnyben. Laffite nem tudta megelőzni csapattársát, egy elrontott sebességváltás után pedig tönkrement a motorja. Lauda a 60. körben megelőzte Schecktert, de motorhiba miatt később kiesett. Schecktert ezután megelőzte Andretti, így a dél-afrikai negyedik lett. Depailler nyerte a versenyt Reutemann és Andretti Lotusa előtt.
Belgiumban 1951 után visszatért a mezőnybe az Alfa Romeo csapat Bruno Giacomellivel. Az időmérő edzésen ismét Laffite szerezte meg a pole-t Depailler előtt. Piquet harmadik lett a Brabhammel, míg Jones a negyedik helyre kvalifikálta Williamsét. Andretti visszatért a régi 79-es modellhez, amellyel az ötödik helyet szerezte meg. A rajtnál Depailler állt az élre Jones, Piquet és Laffite előtt. A második körben Scheckter és Villeneuve Regazzoni Williamsével ütközött. A Ferrarik folytatták a versenyt (Villeneuve-nek orrkúpot cseréltek a boxban), míg Regazzoni kiesett. Scheckter megelőzte Andrettit, majd Piquet-t is. Laffite Jones megelőzése után a 19. körben az élre állt. Depailler-t ezután Jones is megelőzte, majd az ausztrál a 24. körben az élre állt. A 40. körben Jones kiesett, így Laffite vezetett ismét. Mögötte Scheckter zárkózott fel a Ferrarival, az 54. körben az élre állt és végül győzött. A harmadik helyen Reutemann haladt, de az utolsó körökben Pironi megelőzte, így negyedik lett.
Monacóban Scheckteré lett a pole Villeneuve előtt. A dél-afrikai megtartotta a vezetést a rajt után, míg Lauda megelőzte Vileneuve-öt, de a kanadai később visszavette a pozícióját. A 16. körben Pironi hátulról belement Laffite Ligier-jébe, de folytatni tudta a versenyt. A 22. körben Pironi Laudával ütközött, ezúttal mindketten kiestek. Jarier, Jones, Villeneuve és Laffite kiesése, valamint Jochen Mass lelassulása után Regazzoni a második pozícióba került. A verseny végén látványosan harcolt a győzelemért, de a végig vezető Scheckter nyert. Reutemann harmadik lett, miután Depailler motorja tönkrement a futam végén.
A svéd nagydíj elmaradása miatt öthetes szünet következett a francia nagydíjig, amelyet a csapat tesztelésre használtak fel. Monaco után Hunt bejelentette visszavonulását, a Wolfnál Keke Rosberget szerződtették a helyére. Depailler sárkányrepülés közben balesetet szenvedett, mindkét lábát eltörte. A Ligier Jacky Ickxet kérte fel a francia helyettesítésére. Dijonban az időmérő edzésen a Renault-k nagyon versenyképesek voltak: Jean-Pierre Jabouille-é lett a pole a csapattárs Rene Arnoux, Villeneuve, Piquet és Scheckter előtt. A rajt után a vezetést Villeneuve szerezte meg Jabouille és Scheckter előtt. Arnoux rossz rajtja miatt a kilencedik helyre esett vissza, de ezután visszazárkózott az élmezőnybe. A 47. körtől Villeneuve Ferrarija nehezen kezelhetővé vált, emiatt a 47. körben Jabouille megelőzte. Az utolsó körökre Arnoux utolérte Villeneuve-öt, a 78. körben pedig megelőzte. A következő, utolsó előtti körben Arnoux motorjával probléma akadt, így Villeneuve visszaelőzte a célegyenesben. Az utolsó körben nagy harcot vívtak egymásnak, többször egymásnak ütköztek, végül Villeneuve meg tudta tartani a második helyet. Jones negyedik, Jarier ötödik lett. Jabouille megszerezte a Renault és a turbófeltötéses motorok első győzelmét, ami fordulópontnak bizonyult a Formula–1 történetében, a későbbiekben a turbómotor egyre versenyképesebbé vált.

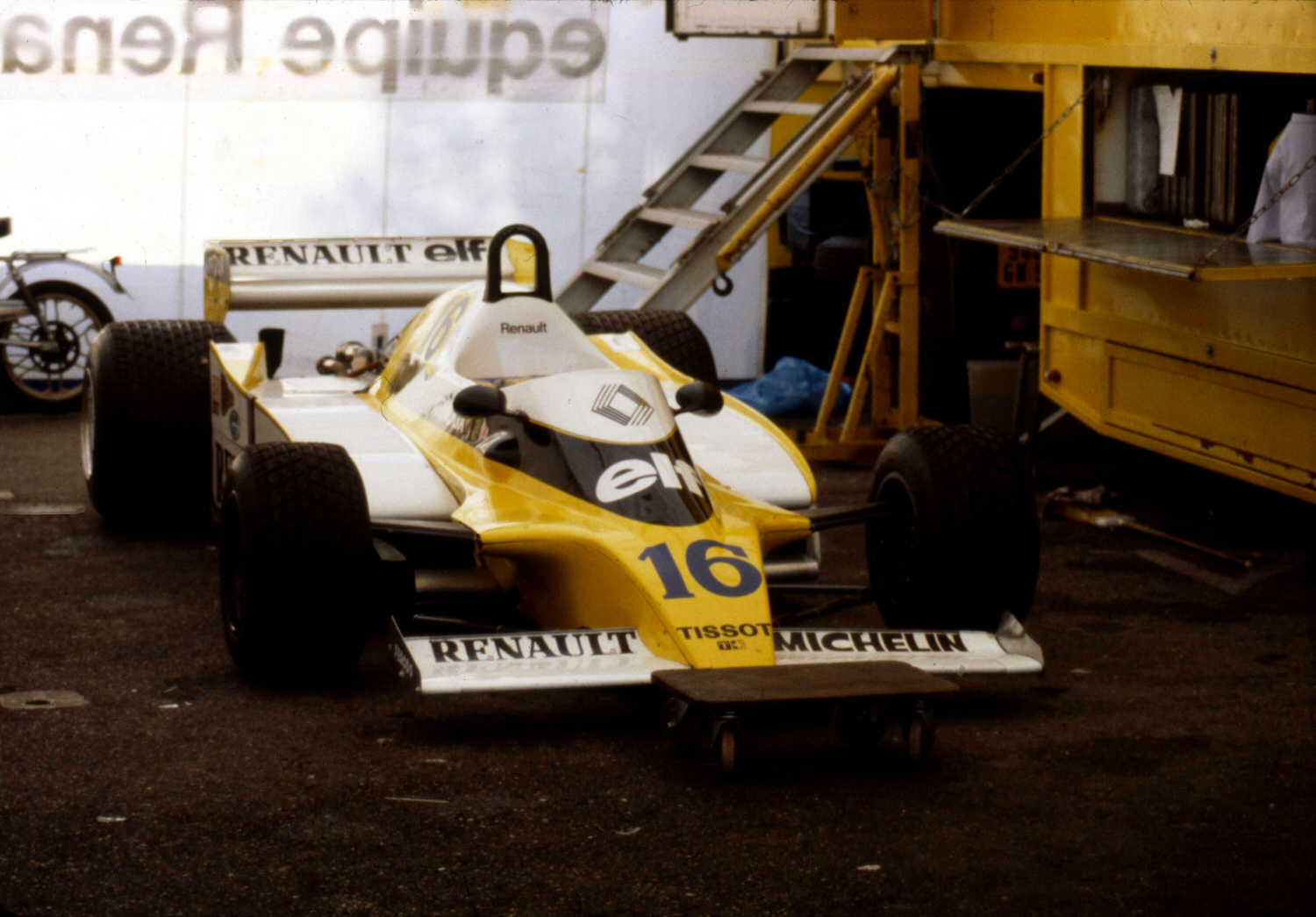
Renault RS10

Az FW07-est gyorsan fejlesztő Williams a brit nagydíjon Jonesszal megszerezte a pole-pozíciót Jabouille, Piquet és Regazzoni előtt. A rajtnál Jones állt az élre Jabouille és a jól rajtoló Regazzoni előtt. Jabouille-t a 17. körtől gumiprobléma hátráltatta, így Regazzonié lett a második hely. A harmadik hely Arnoux-é lett Scheckter és Villeneuve előtt. Jones a 39. körig maradt az élen, amikor túlmelegedett motorja miatt kiesett. Regazzonié lett a vezetés, és ő szerezte meg Frank Williams csapatának első futamgyőzelmét. Arnoux végzett a második helyen, míg a harmadik helyre Jarier ért fel, miután számos ellenfelét megelőzte. Watson negyedik, Scheckter ötödik lett, míg Villeneuve és Laffite mechanikai hiba miatt kiesett.
A gyors Hockenheimringen Jabouille szerezte meg a pole-t Jones, Laffite és Piquet előtt. A verseny rajtjánál Jones szerezte meg a vezetést Jabouille, Laffite, Scheckter és Regazzoni előtt. Jabouille nem állt messze attól, hogy átvegye a vezetést, amikor a 8. körben kicsúszott. Regazzoni ezután felzárkózott Laffite-ra, majd a második helyre jött fel a 13. körben. A befutóig a két Williams maradt az élen, míg Laffite lett a harmadik, Scheckter a negyedik. A verseny nagy részében Villeneuve haladt az ötödik helyen, de hátsó szárnya miatt kiállt a boxba. Pozíciója Laudáé lett, de az osztrák hamarosan motorhiba miatt kiesett. Miután Piquet is motorhiba miatt feladta a futamot, Watson ért célba ötödikként Jochen Mass előtt.

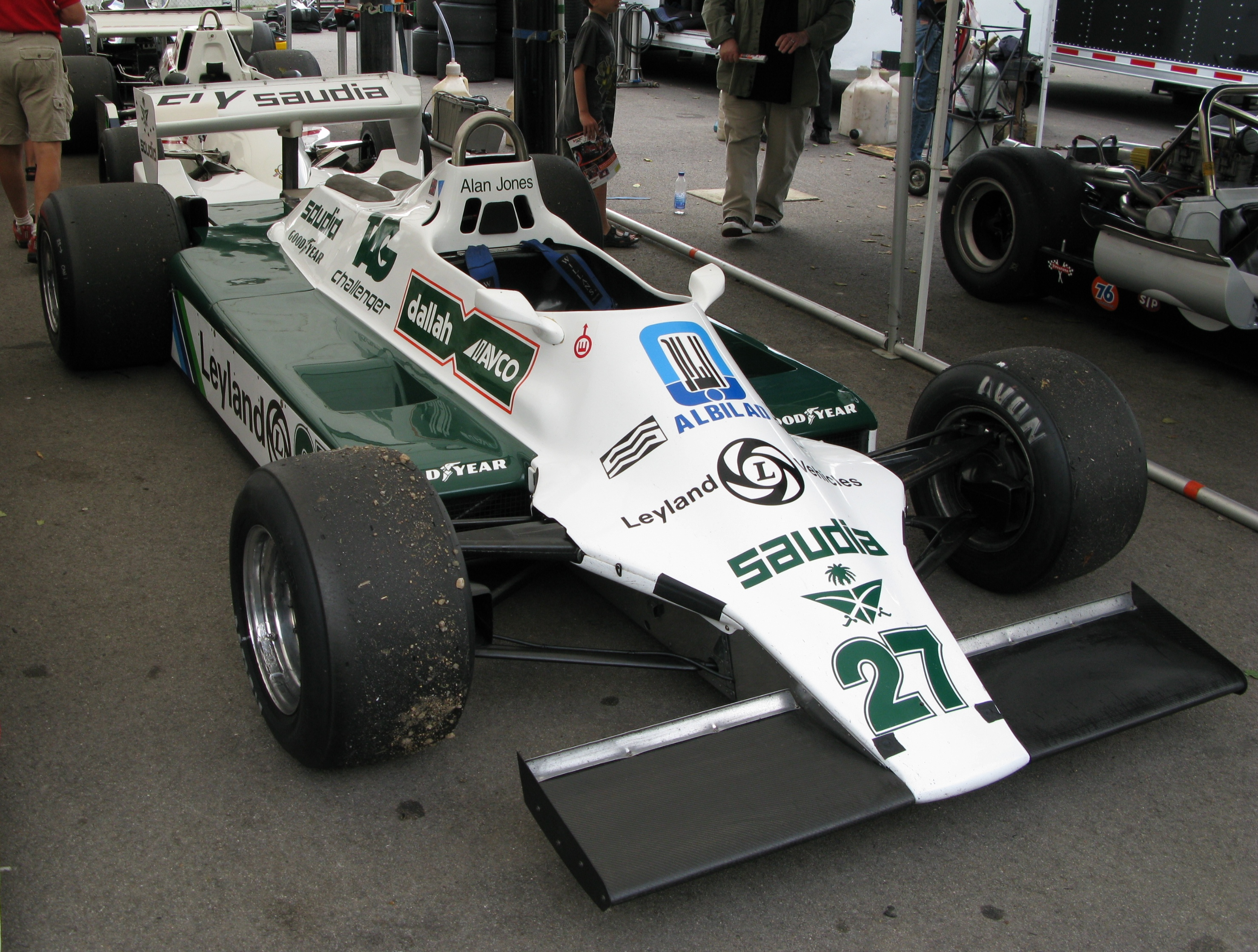
Williams FW07

Ausztriában, az Alpokban fekvő Österreichring kedvezett a Renault turbómotorjának, így Arnoux-é lett a pole Jones, Jabouille és Lauda előtt. A verseny a rajt után Villeneuve-é lett a a vezetés, miután nagyszerűen rajtolt a hatodik helyről. A kanadait Jones, Lauda és Arnoux követte, míg Jabouille kuplungja miatt kilencediknek esett vissza, de gyorsan visszazárkózott. Villeneuve a 3. körig vezetett, amikor Jones állt az élre. A 11. körben Laudát megelőző Arnoux-t hamarosan megelőzte csapattársa, de Jabouille nem sokkal ezután kiesett kuplungjának végleges meghibásodása miatt. Arnoux az utolsó körökben üzemanyag-ellátási problémával küzdött, emiatt kiállt szerelőihez, hatodiknak esett vissza. A második helyet Villeneuve szerezte meg a győztes Jones mögött, míg Laffite az utolsó körben megelőzte Schecktert, aki így negyedik lett.
A holland nagydíj időmérő edzésén Arnoux autózta a legjobb időt Jones, Regazzoni, Jabouille, valamint Scheckter és Villeneuve Ferrarija előtt. A rajtnál Jones vette át a vezetést. Arnoux-t a belső oldalról Regazzoni, a külsőről Jabouille és Villeneuve fogta közre, a francia pedig összeütközött Regazzoni Williamsével, mindketten kiestek. Scheckter visszaesett a mezőny végére, majd innen visszaküzdötte magát az élmezőnybe. A 11. körben Villeneuve a Tarzan-kanyar külső ívén megelőzte Jonest, ezzel az élre állt. A következő körben Rosberg megelőzte Pironit a negyedik helyért, később Scheckter mindkettőjüket megelőzte, majd Jabouille kuplunghiba miatti kiesésének köszönhetően a harmadik helyre lépett előre. A 47. körben Villeneuve megcsúszott, Jones visszatért az élre (annak ellenére, hogy váltóprobléma hátráltatta). 4 körrel később Villeneuve bal hátsó kereke felrobbant, emiatt a kanadai ismét megcsúszott. Villeneuve három keréken autózva visszatért a boxba, de a felfüggesztése annyira megsérült, hogy nem folytathatta a versenyt. Így Scheckter végzett másodikként, míg Pironi kiesése után Laffite-é lett a harmadik hely. Piquet negyedik, Ickx ötödik, Mass hatodik lett.
Az olasz nagydíjon az Alfa Romeo visszatért a mezőnybe az új 179-es modellel. Második versenyzőként Vittorio Brambillát igazolták le, aki először versenyzett tavalyi balesete óta. Az időmérésen az Renault-k szerezték meg az első rajtsort: Jabouille indult az élről Arnoux, Scheckter, Jones, Villeneuve és Regazzoni előtt. Mivel a Renault-k ismét nem rajtoltak jól, Scheckter átvette a vezetést Arnoux előtt. Mögöttük Villeneuve harmadiknak, míg Jones visszaesett a mezőny végére. A második körben Arnoux átvette a vezetést, de a 13. körben a francia motorhiba miatt kiesett. Jabouille és Laffite is motorhiba miatt esett ki, így a harmadik hely Regazzonié lett Lauda, Andretti és Jarier előtt. Scheckter győzelmének köszönhetően bebiztosította világbajnoki címét.

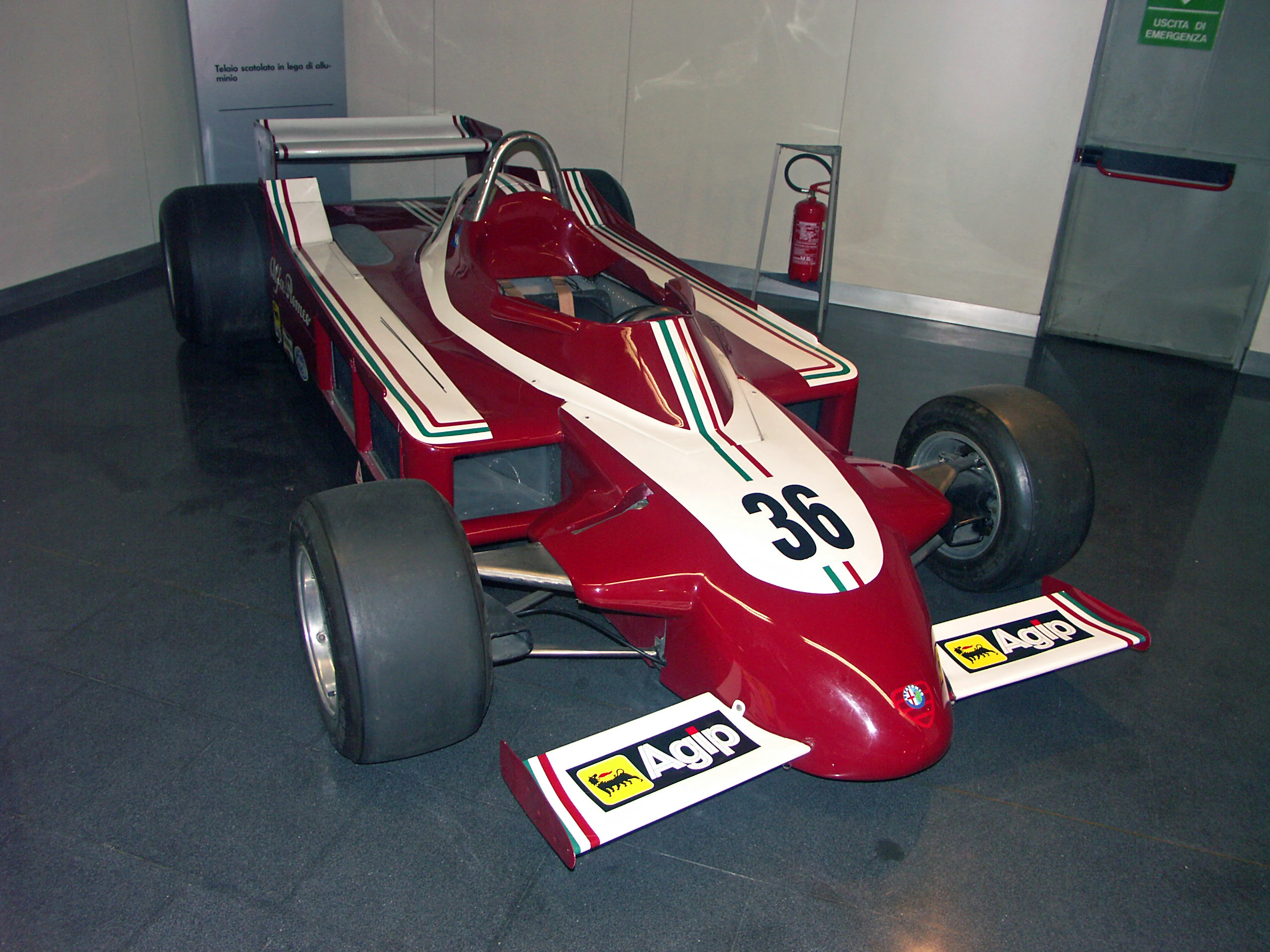
Alfa Romeo 177

A következő verseny előtt rendeztek egy nem világbajnoki futamot Dino Ferrari Grand Prix néven Imolában, amelyet Niki Lauda nyert meg. Az osztrák ezután a kanadai nagydíjon bejelentette visszavonulását, akit Bernie Ecclestone az argentin Ricardo Zuninóval helyettesített. Az időmérésen Jones szerezte meg a pole-t a hazai közönség előtt versenyző Villeneuve, Regazzoni és Piquet előtt. A rajtnál Villenuve átvette a vezetést Jones előtt, míg Piquet megelőzte Regazzonit a harmadik helyért. Jones a verseny elején szorosan követte Villeneuve-öt, majd a hajtűkanyarban meg is előzte. A két autó kerekei összeértek, de nem sérültek meg, Jones ezután megtartotta a vezetést a befutóig, és győzött a kanadai előtt. Piquet a harmadik helyen haladt, de az utolsó körökben visszaesett Regazzoni mögé, majd váltóhiba miatt kiesett. Scheckter negyedik, Pironi ötödik, Watson hatodik lett.
Az évadzáró versenyt Watkins Glenben tartották, ahol Jones, aki az előző öt versenyből négyet megnyert, megszerezte a pole-t. A második helyről Piquet indult az új Brabham BT49-essel, amely az előző futamon debütált. A harmadik helyet Villeneuve szerezte meg Laffite és Regazzoni előtt. A verseny napjaiban esett az eső, de a futam előtt elállt, bár a pálya továbbra is nedves maradt. A versenyzők esőgumival indultak, a rajtnál Villeneuve állt az élre Jones, Reutemann és Laffite előtt. Laffite és Reutemann hamar kiesett, így a harmadik helyet Regazzoni szerezte meg Scheckter előtt. Mindketten kiálltak slick gumikért, így Jabouille jött fel harmadiknak, de motorja tönkrement, így helyezése Arnoux-é lett. A 31. körben Villeneuve is kiállt a boxba, majd Jones is követte. Miután az ausztrál visszatért a pályára, az egyik kereke leesett, így Villeneuve nagy előnnyel győzött Arnoux, Pironi és Elio de Angelis (Shadow) előtt.
Az egyéni világbajnokságot Jody Scheckter nyerte 51 ponttal Villeneuve (47) és Jones (40) előtt. A konstruktőrök között a Ferrari győzött 113 ponttal. A Williams 75 ponttal második, a Ligier 61 ponttal harmadik lett.

## Nagydíjak
| #   | Verseny                 | Dátum          | Pálya                  | Pályarajz | Győztes pilóta        | Győztes csapat | Összefoglaló |
| --- | ----------------------- | -------------- | ---------------------- | --------- | --------------------- | -------------- | ------------ |
| 314 | argentin nagydíj        | Január 21.     | Oscar Gálvez           |           | Jacques Laffite       | Ligier-Ford    | Összefoglaló |
| 315 | brazil nagydíj          | Február 4.     | Interlagos             |           | Jacques Laffite       | Ligier-Ford    | Összefoglaló |
| 316 | dél-afrikai nagydíj     | Március 3.     | Kyalami                |           | Gilles Villeneuve     | Ferrari        | Összefoglaló |
| 317 | nyugat-amerikai nagydíj | Április 8.     | Long Beach             |           | Gilles Villeneuve     | Ferrari        | Összefoglaló |
| 318 | spanyol nagydíj         | Április 29.    | Jarama                 |           | Patrick Depailler     | Ligier-Ford    | Összefoglaló |
| 319 | belga nagydíj           | Május 13.      | Zolder                 |           | Jody Scheckter        | Ferrari        | Összefoglaló |
| 320 | monacói nagydíj         | Május 27.      | Monaco                 |           | Jody Scheckter        | Ferrari        | Összefoglaló |
| 321 | francia nagydíj         | Július 1.      | Dijon                  |           | Jean-Pierre Jabouille | Renault        | Összefoglaló |
| 322 | brit nagydíj            | Július 14.     | Silverstone            |           | Clay Regazzoni        | Williams-Ford  | Összefoglaló |
| 323 | német nagydíj           | Július 29.     | Hockenheimring         |           | Alan Jones            | Williams-Ford  | Összefoglaló |
| 324 | osztrák nagydíj         | Augusztus 12.  | Österreichring         |           | Alan Jones            | Williams-Ford  | Összefoglaló |
| 325 | holland nagydíj         | Augusztus 26.  | Zandvoort              |           | Alan Jones            | Williams-Ford  | Összefoglaló |
| 326 | olasz nagydíj           | Szeptember 9.  | Monza                  |           | Jody Scheckter        | Ferrari        | Összefoglaló |
| 327 | kanadai nagydíj         | Szeptember 30. | Circuit Île Notre-Dame |           | Alan Jones            | Williams-Ford  | Összefoglaló |
| 328 | kelet-amerikai nagydíj  | Október 7.     | Watkins Glen           |           | Gilles Villeneuve     | Ferrari        | Összefoglaló |

## A bajnokság végeredménye

### Versenyzők
Pontozás:
| Helyezés | 1. | 2. | 3. | 4. | 5. | 6. | 7.-20. |
| -------- | -- | -- | -- | -- | -- | -- | ------ |
| Pont     | 9  | 6  | 4  | 3  | 2  | 1  | 0      |

| Helyezés | Versenyző              | ARG | BRA | RSA | USW | ESP | BEL | MON | FRA | GBR | GER | AUT | NED | ITA | CAN | USE | Pontszám |
| -------- | ---------------------- | --- | --- | --- | --- | --- | --- | --- | --- | --- | --- | --- | --- | --- | --- | --- | -------- |
| 1        | Jody Scheckter         | Ki  | 6   | 2   | 2   | 4   | 1   | 1   | 7   | 5   | 4   | 4   | 2   | 1   | 4   | Ki  | 51 (60)  |
| 2        | Gilles Villeneuve      | Ki  | 5   | 1   | 1   | 7   | 7   | Ki  | 2   | 14  | 8   | 2   | Ki  | 2   | 2   | 1   | 47 (53)  |
| 3        | Alan Jones             | 9   | Ki  | Ki  | 3   | Ki  | Ki  | Ki  | 4   | Ki  | 1   | 1   | 1   | 9   | 1   | Ki  | 40 (43)  |
| 4        | Jacques Laffite        | 1   | 1   | Ki  | Ki  | Ki  | 2   | Ki  | 8   | Ki  | 3   | 3   | 3   | Ki  | Ki  | Ki  | 36       |
| 5        | Clay Regazzoni         | 10  | 15  | 9   | Ki  | Ki  | Ki  | 2   | 6   | 1   | 2   | 5   | Ki  | 3   | 3   | Ki  | 29 (32)  |
| 6        | Carlos Reutemann       | 2   | 3   | 5   | Ki  | 2   | 4   | 3   | 13  | 8   | Ki  | Ki  | Ki  | 7   | Ki  | Ki  | 20 (25)  |
| 7        | Patrick Depailler      | 4   | 2   | Ki  | 5   | 1   | Ki  | 5   |     |     |     |     |     |     |     |     | 20 (22)  |
| 8        | René Arnoux            | Ki  | Ki  | Ki  | NI  | 9   | Ki  | Ki  | 3   | 2   | Ki  | 6   | Ki  | Ki  | Ki  | 2   | 17       |
| 9        | John Watson            | 3   | 8   | Ki  | Ki  | Ki  | 6   | 4   | 11  | 4   | 5   | 9   | Ki  | Ki  | 6   | 6   | 15       |
| 10       | Didier Pironi          | Ki  | 4   | Ki  | Kiz | 6   | 3   | Ki  | Ki  | 10  | 9   | 7   | Ki  | 10  | 5   | 3   | 14       |
| 11       | Jean-Pierre Jarier     | Ki  | Ki  | 3   | 6   | 5   | 11  | Ki  | 5   | 3   |     |     | Ki  | 6   | Ki  | Ki  | 14       |
| 12       | Mario Andretti         | 5   | Ki  | 4   | 4   | 3   | Ki  | Ki  | Ki  | Ki  | Ki  | Ki  | Ki  | 5   | 10  | Ki  | 14       |
| 13       | Jean-Pierre Jabouille  | Ki  | 10  | Ki  | NI  | Ki  | Ki  | HN  | 1   | Ki  | Ki  | Ki  | Ki  | 14  | Ki  | Ki  | 9        |
| 14       | Niki Lauda             | Ki  | Ki  | 6   | Ki  | Ki  | Ki  | Ki  | Ki  | Ki  | Ki  | Ki  | Vi  | 4   | Vi  |     | 4        |
| 15       | Elio de Angelis        | 7   | 12  | Ki  | 7   | Ki  | Ki  | NK  | 16  | 12  | 11  | Ki  | Ki  | Ki  | Ki  | 4   | 3        |
| 16       | Nelson Piquet          | Ki  | Ki  | 7   | 8   | Ki  | Ki  | Ki  | Ki  | Ki  | 12  | Ki  | 4   | Ki  | Ki  | Ki  | 3        |
| 17       | Jacky Ickx             |     |     |     |     |     |     |     | Ki  | 6   | Ki  | Ki  | 5   | Ki  | Ki  | Ki  | 3        |
| 18       | Jochen Mass            | 8   | 7   | 12  | 9   | 8   | Ki  | 6   | 15  | Ki  | 6   | Ki  | 6   | Ki  | NK  | NK  | 3        |
| 19       | Riccardo Patrese       | NI  | 9   | 11  | Ki  | 10  | 5   | Ki  | 14  | Ki  | Ki  | Ki  | Ki  | 13  | Ki  | Ki  | 2        |
| 20       | Hans-Joachim Stuck     | NI  | Ki  | Ki  | Kiz | 14  | 8   | Ki  | NI  | NK  | Ki  | Ki  | Ki  | 11  | Ki  | 5   | 2        |
| 21       | Emerson Fittipaldi     | 6   | 11  | 13  | Ki  | 11  | 9   | Ki  | Ki  | Ki  | Ki  | Ki  | Ki  | 8   | 8   | 7   | 1        |
| 22       | Héctor Rebaque         | Ki  | NK  | Ki  | Ki  | Ki  | Ki  |     | 12  | 9   | Ki  | NK  | 7   | NK  | Ki  | NK  | 0        |
| 23       | Patrick Tambay         | Ki  | Ki  | 10  | Ki  | 13  | NK  | NK  | 10  | 7   | Ki  | 10  | Ki  | Ki  | Ki  | Ki  | 0        |
| 24       | Ricardo Zunino         |     |     |     |     |     |     |     |     |     |     |     |     |     | 7   | Ki  | 0        |
| 25       | Geoff Lees             |     |     |     |     |     |     |     |     |     | 7   |     |     |     |     |     | 0        |
| 26       | Derek Daly             | 11  | 13  | NK  | Ki  | NK  | NK  | NK  |     |     |     | 8   |     |     | Ki  | Ki  | 0        |
| 27       | James Hunt             | Ki  | Ki  | 8   | Ki  | Ki  | Ki  | Ki  |     |     |     |     |     |     |     |     | 0        |
| 28       | Jan Lammers            | Ki  | 14  | Ki  | Ki  | 12  | 10  | NK  | 18  | 11  | 10  | Ki  | Ki  | NK  | 9   | NK  | 0        |
| 29       | Keke Rosberg           |     |     |     |     |     |     |     | 9   | Ki  | Ki  | Ki  | Ki  | Ki  | NK  | Ki  | 0        |
| 30       | Vittorio Brambilla     |     |     |     |     |     |     |     |     |     |     |     |     | 12  | Ki  | NK  | 0        |
| 31       | Patrick Gaillard       |     |     |     |     |     |     |     | NK  | 13  | NK  | Ki  | NK  |     |     |     | 0        |
| 32       | Bruno Giacomelli       |     |     |     |     |     | Ki  |     | 17  |     |     |     |     | Ki  |     | Ki  | 0        |
| —        | Arturo Merzario        | Ki  | NK  | NK  | Ki  | NK  | NK  |     | NK  | NK  | NK  | NK  | NK  | NK  | NK  | NK  | 0        |
| —        | Marc Surer             |     |     |     |     |     |     |     |     |     |     |     |     | NK  | NK  | Ki  | 0        |
| —        | Gianfranco Brancatelli |     |     |     |     | NK  | NK  | NeK |     |     |     |     |     |     |     |     | 0        |
| —        | Alex Ribeiro           |     |     |     |     |     |     |     |     |     |     |     |     |     | NK  | NK  | 0        |
| Helyezés | Versenyző              | ARG | BRA | RSA | USW | ESP | BEL | MON | FRA | GBR | GER | AUT | NED | ITA | CAN | USE | Pontszám |

### Konstruktőrök
| Helyezés | Gyártó             | Modell                | Motor                             | Gumi | Győzelmek | Dobogó | Első rajthelyek | Leggyorsabb kör | Pont |
| -------- | ------------------ | --------------------- | --------------------------------- | ---- | --------- | ------ | --------------- | --------------- | ---- |
| 1        | Ferrari            | 312T3 312T4 312T4B    | Ferrari 015                       | M    | 6         | 13     | 2               | 6               | 113  |
| 2        | Williams-Ford      | FW06 FW07             | Ford Cosworth DFV                 | G    | 5         | 10     | 3               | 3               | 75   |
| 3        | Ligier-Ford        | JS11                  | Ford Cosworth DFV                 | G    | 3         | 8      | 4               | 3               | 61   |
| 4        | Lotus-Ford         | 79 80                 | Ford Cosworth DFV                 | G    | 0         | 5      | 0               | 0               | 39   |
| 5        | Tyrrell-Ford       | 009                   | Ford Cosworth DFV                 | G    | 0         | 4      | 0               | 0               | 28   |
| 6        | Renault            | RS01 RS10             | Renault-Gordini EF1               | M    | 1         | 4      | 6               | 2               | 26   |
| 7        | McLaren-Ford       | M26 M28 M28B M28C M29 | Ford Cosworth DFV                 | G    | 0         | 1      | 0               | 0               | 15   |
| 8        | Brabham-Alfa Romeo | BT46 BT48             | Alfa Romeo 1260                   | G    | 0         | 0      | 0               | 1               | 7    |
| 9        | Arrows-Ford        | A1B A2                | Ford Cosworth DFV                 | G    | 0         | 0      | 0               | 0               | 5    |
| 10       | Shadow-Ford        | DN9                   | Ford Cosworth DFV                 | G    | 0         | 1      | 0               | 0               | 3    |
| 11       | ATS-Ford           | D2 D3                 | Ford Cosworth DFV                 | G    | 0         | 0      | 0               | 0               | 2    |
| 12       | Fittipaldi-Ford    | F5A F6 F6A            | Ford Cosworth DFV                 | G    | 0         | 0      | 0               | 0               | 1    |
| -        | Alfa Romeo         | 177 179               | Alfa Romeo 115-12 Alfa Romeo 1260 | G    | 0         | 0      | 0               | 0               | 0    |
| -        | Kauhsen-Ford       | WK                    | Ford Cosworth DFV                 | G    | 0         | 0      | 0               | 0               | 0    |
| -        | Wolf-Ford          | WR7-9                 | Ford Cosworth DFV                 | G    | 0         | 0      | 0               | 0               | 0    |
| -        | Brabham-Ford       | BT49                  | Ford Cosworth DFV                 | G    | 0         | 0      | 0               | 0               | 0    |
| -        | Ensign-Ford        | N177 N179             | Ford Cosworth DFV                 | G    | 0         | 0      | 0               | 0               | 0    |
| -        | Rebaque-Ford       | HR100                 | Ford Cosworth DFV                 | G    | 0         | 0      | 0               | 0               | 0    |
| -        | Merzario-Ford      | A1B A2                | Ford Cosworth DFV                 | G    | 0         | 0      | 0               | 0               | 0    |